# Качайло, Емельян Артёмович
Емельян Артёмович Качайло (1893—1943) — украинский советский пролетарский поэт.

## Биография
Окончил начальную школу. С 1915 года рабочий на киевских предприятиях. С 1920 года — член Бориспольского комбеда. Печатался в прессе. Состоял в литературной организации украинских пролетарских писателей «Гарт». Подготовил к печати поэтический сборник «З-під молота» («Из-под молота», 1919, частично опубликован в журнале «Україна», 1987, № 45).
Погиб в годы Великой Отечественной войны от рук фашистов.
Для стихов Е. Качайло характерны динамизм, революционный пафос. Послужил прототипом Рабочего в поэме «Розкол поетів» П. Тычины